# ابدیت (ترانه ویکس)
ابدیت تک‌آهنگی است که توسط گروه ویکس در تاریخ ۲۷ می ۲۰۱۴ توسط کمپانی جلی‌فیش منتشر شد. این آهنگ توسط کیم آنا نوشته شده که نشان دهندهٔ فانتزی زمان می‌باشد که نشان دهندهٔ عشقی جادویی است که تا ابد جاودان می‌ماند.
موزیک ویدیوی این آهنگ توسط زندی بروز کارگردانی شده که بسیاری از کارهای قبلی ویکس را هم در کارنامهٔ خود دارد.

## زمینه و انتشار
در ۱۸ می ویکس اعلام کرد که به زودی تک‌آهنگی را منتشر خواهد کرد. آن‌ها ساعت‌شماری را هم به این منظور در سایت رسمی خود قرار دادند.

### مفهوم
جلی‌فیش دربارهٔ مفهوم این آلبوم توضیح داد:" چهارمین سینگل ویکس کانسپتی با عنوان "فانتزی زمان" دارد و نشان دهندهٔ عشقی جادوییست که در حال اتفاق می‌افتد و تا ابد باقی می‌ماند.

## آهنگسازی
«ابدیت» توسط کیم آنا با همکاری راوی نوشته شده‌ است. آهنگسازی این آهنگ توسط شین هیوک، دین‌فلوئنزا، 2xxx!، دی‌کِی و شیئون‌کینگ! صورت گرفته‌است.

## لیست آهنگ‌ها
※ آهنگ پررنگ شده، آهنگ اصلی آلبوم می‌باشد.
| شماره      | نام              | سراینده                      | آهنگساز                                       | مدت   |
| ---------- | ---------------- | ---------------------------- | --------------------------------------------- | ----- |
| ۱.         | «ابدیت» (기적)   | کیم آنا                      | هیوک شین، دین‌فلوئنزا، 2xxx!، دی‌کِی، شیئون‌کینگ! | ۳:۰۴  |
| ۲.         | «پایان غم‌انگیز»  | لی سئولان (جم فکتوری)، راوی  | اریک لیدبوم، جان هانگرن                       | ۳:۱۶  |
| ۳.         | «عشق، لالالا»    | کیم جی‌هیانگ، ملودیزاین، راوی | ملودیزاین، کیپ‌روتز، فسینیتینگ                 | ۳:۳۲  |
| ۴.         | «ابدیت» (بی‌کلام) |                              | هیوک شین، دین‌فلوئنزا، 2xxx!، دی‌کِی، شیئون‌کینگ! | ۳:۰۴  |
| مجموع مدت: | مجموع مدت:       | مجموع مدت:                   | مجموع مدت:                                    | ۱۳:۰۰ |

## نمودار
| نمودار                                  | وضعیت در نمودار |
| --------------------------------------- | --------------- |
| کره جنوبی (جدول تک‌آهنگ‌های گائون)        | ۷               |
| کره جنوبی (جدول ماهانۀ تک‌آهنگ‌های گائون) | ۵۷              |
| کره جنوبی (جدول هفتگی زنگِ گوشی گائون)   | ۴۰              |
| کره جنوبی (جدول اجتماعی گائون)          | ۲               |
| کره جنوبی (جدول هفتگی آلبوم‌های گائون)   | ۱               |
| کره جنوبی (جدول هفتگی موسیقی گائون)     | ۴               |
| بیلبورد (صد آهنگ داغ کی‌پاپ)             | ۲۵              |
| بیلبورد (جهانی آمریکا)                  | ۳               |

## نامزدی‌ها و جوایز

### جوایز
| سال                      | جایزه                        | نامزد کار | نتیجه    |
| ------------------------ | ---------------------------- | --------- | -------- |
| جوایز موسیقی آسیایی اِم‌نت |                              |           |          |
| ۲۰۱۴                     | بهترین رقص - بخش مردان       | "ابدیت"   | نامزدشده |
| ۲۰۱۴                     | آهنگ سال                     | "ابدیت"   | نامزدشده |
| جوایز دیسک طلایی         |                              |           |          |
| ۲۰۱۵                     | جایزۀ دیسک بونسانگ           | "ابدیت"   | برنده    |
| ۲۰۱۵                     | جایزۀ دیجیتال بونسانگ        | "ابدیت"   | نامزدشده |
| جوایز جدول موسیقی گائون  |                              |           |          |
| ۲۰۱۵                     | بیشترین فروش در هفتهٔ دوم ماه | "ابدیت"   | نامزدشده |

### جوایز برنامه‌های موسیقی
| آهنگ    | موسیقی نمایش | تاریخ        |
| ------- | ------------ | ------------ |
| "ابدیت" | اینکیگایو    | ۸ ژوئن ۲۰۱۴  |
| "ابدیت" | شو چمپیون    | ۱۱ ژوئن ۲۰۱۴ |

## تاریخ انتشار
| منطقه         | تاریخ      | فرمت                  | کمپانی        |
| ------------- | ---------- | --------------------- | ------------- |
| کره جنوبی     | ۲۷ می ۲۰۱۴ | سی دی، دانلود دیجیتال | جلی‌فیش ، سی‌جِی |
| در سراسر جهان | ۲۷ می ۲۰۱۴ | دانلود دیجیتال        | جلی‌فیش        |